# Hóc Môn, Thành phố Hồ Chí Minh
Hóc Môn là xã của Thành phố Hồ Chí Minh, Việt Nam.

## Địa lý
Thị trấn Hóc Môn nằm ở trung tâm huyện Hóc Môn, cách trung tâm Thành phố Hồ Chí Minh 19 km về phía tây bắc, có vị trí địa lý:
- Phía đông giáp xã Thới Tam Thôn
- Phía tây giáp xã Tân Thới Nhì
- Phía nam giáp xã Tân Xuân
- Phía bắc giáp xã Tân Hiệp.

Thị trấn có diện tích 1,74 km², dân số năm 2021 là 20.748 người,  mật độ dân số đạt 11.924 người/km².

## Lịch sử
Thị trấn Hóc Môn được thành lập vào ngày 23 tháng 3 năm 1977 theo Quyết định 55-BT do Bộ trưởng Phủ thủ tướng ban hành. Địa giới thị trấn gồm có các khu dân cư phi nông nghiệp trên địa bàn ấp Dân Thắng, ấp Nhất Trí (cũ) và ấp Dân Tiến (cũ) của xã Tân Thới Nhì, ấp Nam Thạnh và ấp Thới Tam của xã Thới Tam Thôn, ấp Tân Thới của xã Tân Hiệp.